# عملیات انبار
عملیات انبار (انگلیسی: Anbar campaign) شامل نبرد بین نیروی زمینی ایالات متحده آمریکا، به همراه نیروهای امنیتی عراق، و شورشیان سنی در استان انبار در غرب عراق بود. جنگ عراق از سال ۲۰۰۳ تا ۲۰۱۱ ادامه داشت، اما بخش عمده‌ای از نبردها و عملیات ضد شورش در الانبار بین آوریل ۲۰۰۴ و سپتامبر ۲۰۰۷ رخ داد. اگرچه این نبردها در ابتدا شامل جنگ سنگین شهری و عمدتاً بین شورشیان و سپاه تفنگداران دریایی ایالات متحده بود، اما شورشیان در سال‌های بعد بر کمین کردن نیروهای امنیتی آمریکایی و عراقی با بمب‌های دست‌ساز، حملات گسترده به پاسگاه‌های رزمی و بمب‌گذاری در خودروها تمرکز کردند. تقریباً ۹۰۰۰ عراقی و ۱۳۳۵ آمریکایی در این نبرد کشته شدند که بسیاری از آنها در دره رود فرات و مثلث سنی در اطراف شهرهای فلوجه و رمادی جان خود را از دست دادند.
الانبار، تنها استان تحت سلطه سنی‌ها در عراق، در حمله اولیه شاهد نبردهای کمی بود. پس از سقوط بغداد، این استان توسط لشکر ۸۲ هوابرد ارتش ایالات متحده اشغال شد. خشونت در ۲۸ آوریل ۲۰۰۳ آغاز شد، زمانی که ۱۷ عراقی در فلوجه توسط سربازان آمریکایی در جریان یک تظاهرات ضد آمریکایی کشته شدند. در اوایل سال ۲۰۰۴، ارتش ایالات متحده فرماندهی این استان را به سپاه تفنگداران دریایی واگذار کرد. تا آوریل ۲۰۰۴ این استان در شورشی تمام عیار بود. تا پایان سال ۲۰۰۴، نبردهای وحشیانه‌ای در فلوجه و رمادی رخ داد، از جمله نبرد دوم فلوجه. خشونت در طول سال‌های ۲۰۰۵ و ۲۰۰۶ تشدید شد، زیرا دو طرف برای تأمین امنیت دره غربی رود فرات تلاش می‌کردند. در این مدت، القاعده در عراق به گروه شورشی سنی اصلی این استان تبدیل شد و رمادی، مرکز استان، را به دژ خود تبدیل کرد. سپاه تفنگداران دریایی در اواخر سال ۲۰۰۶ گزارشی اطلاعاتی منتشر کرد و اعلام کرد که این استان بدون تعهد قابل توجه نیروهای اضافی از دست خواهد رفت.
در اوت ۲۰۰۶، چندین قبیله مستقر در رمادی و به رهبری شیخ عبدالستار ابوریشه شروع به تشکیل چیزی کردند که در نهایت به بیداری انبار تبدیل شد، که بعدها منجر به شورش قبایل علیه القاعده عراق شد. بیداری انبار به تغییر روند علیه شورشیان در طول سال ۲۰۰۷ کمک کرد. نیروهای قبیله‌ای آمریکایی و عراقی در اوایل سال ۲۰۰۷ کنترل رمادی و همچنین شهرهای دیگری مانند هیت، حدیثه و رطبه را دوباره به دست گرفتند. با این حال، در طول تابستان ۲۰۰۷، به ویژه در دره رودخانه غربی روستایی، به دلیل نزدیکی آن به مرز سوریه و شبکه گسترده نقاط ورود طبیعی برای ورود جنگجویان خارجی به عراق از طریق سوریه، درگیری‌های سخت‌تری ادامه یافت. در ژوئن ۲۰۰۷، ایالات متحده بخش عمده‌ای از توجه خود را به استان شرقی انبار معطوف کرد و شهرهای فلوجه و الکرمه را امن کرد.
این درگیری‌ها تا سپتامبر ۲۰۰۷ تقریباً پایان یافت، اگرچه نیروهای آمریکایی تا دسامبر ۲۰۱۱ نقش تثبیت‌کننده و مشاوره‌ای خود را حفظ کردند. رئیس‌جمهور جورج دبلیو بوش، در جشن پیروزی، در سپتامبر ۲۰۰۷ به انبار پرواز کرد تا به شیخ ستار و دیگر چهره‌های برجسته قبیله‌ای تبریک بگوید. القاعده عراق چند روز بعد ستار را ترور کرد. در سپتامبر ۲۰۰۸، کنترل سیاسی به عراق منتقل شد. کنترل نظامی در ژوئن ۲۰۰۹، پس از خروج نیروهای رزمی آمریکایی از شهرها، منتقل شد. تفنگداران دریایی در ژانویه ۲۰۱۰ توسط ارتش ایالات متحده جایگزین شدند. ارتش واحدهای رزمی خود را تا اوت ۲۰۱۰ خارج کرد و تنها واحدهای مشاوره‌ای و پشتیبانی را باقی گذاشت. آخرین نیروهای آمریکایی در ۷ دسامبر ۲۰۱۱ این استان را ترک کردند.